# 耀眼眶燈魚
耀眼眶灯鱼（学名：Diaphus lucidus）为輻鰭魚綱燈籠魚目灯笼鱼科的其中一種，分布於全球三大洋海域，屬深海魚類，棲息深度0-2999公尺，體長可達11.8公分。

## 扩展阅读
維基物種上的相關：耀眼眶灯鱼